# Battaglia di Potidea
La battaglia di Potidea fu, assieme alla Battaglia di Sibota, una delle battaglie più importanti per le quali si scatenò la Guerra del Peloponneso. Fu combattuta vicino all'omonima città nel 432 a.C. fra gli ateniesi e le armate alleate di Corinto, Potidea e del re macedone Perdicca II.
Potidea era una colonia di Corinto nella penisola di Calcidica; città membro della Lega di Delo, pagava i tributi ad Atene. Con la fondazione di Anfipoli la città fu notevolmente danneggiata e i fruttuosi commerci con Atene furono ridimensionati, tanto che si ribellò anche grazie all'appoggio di re Perdicca II di Macedonia, preoccupato dall'espansionismo ateniese.
Dopo la vittoria di Sibota, gli ateniesi richiesero a Potidea di abbattere parte delle sue mura, espellere gli ambasciatori di Corinto e di mandare ostaggi ad Atene.
Atene raccolse una flotta di trenta navi con a bordo 1000 opliti sotto il comando di Archestrato, mentre i potidei mandarono ambasciatori ad Atene e Sparta; quando i negoziati con Atene furono interrotti, Sparta promise di aiutare la rivolta di Potidea inviando, fra volontari propri e mercenari peloponnesiaci, 1600 opliti e 400 ausiliari sotto il comando di Aristeo, generale corinzio. In risposta Atene mandò 2000 opliti e altre 40 navi, sotto il comando di Callia. Dopo qualche combattimento contro le forze di re Perdicca, le forze combinate di Atene salparono per Potidea e vi sbarcarono.
Nella battaglia che seguì, un'ala delle truppe di Corinto sconfisse una parte delle truppe ateniesi, ma gli ateniesi furono vittoriosi. Aristeo ritornò a Potidea con qualche difficoltà lungo la costa, sperando di evitare il grosso dell'armata ateniese. Una riserva delle truppe di Potidea, locata vicino a Olinto, cercò di sostituire le truppe di Aristeo, ma fu sconfitta. I corinzi e i potidei persero 300 uomini, e gli ateniesi 150, incluso Callia.
Gli ateniesi rimasero fuori Potidea per qualche tempo aspettando i rinforzi guidati da Formione (1600 opliti), poi posero d'assedio la città riuscendo a tagliare fuori dai rifornimenti via mare Potidea, grazie ad un blocco navale.
Durante il blocco, gli ambasciatori di Atene e Sparta firmarono una dichiarazione di guerra formale.
Nel 430 o 429 a.C., l'assedio ebbe termine; gli abitanti ottennero di abbandonare la città incolumi. La conquista della città pesò gravemente sulle casse del tesoro ateniese, con un costo di 1000 talenti all'anno, cosa che rese la popolazione di Atene insoddisfatta e, in combinazione con la peste che aveva assalito Atene nel 430 a.C., fece divenire il controllo di Pericle instabile.
A ciò, si aggiunsero le sconfitte subite nel resto della penisola Calcidica, dove la lega di Delo, perse i suoi strateghi e gran parte dell'esercito, costringendo gli ateniesi ad abbandonare l'espansione territoriale e il controllo della regione più importante nel commercio del grano di Crimea.
Non riuscendo a fornire una flotta all'alleato Sitalce, re dei Traci Odrisi, per l'occupazione della Macedonia, la Calcidica rimase sempre un fianco esposto dell'impero ateniese e che a tempo debito avrebbe modificato le sorti dello scontro con i peloponnesiaci.
A questa battaglia parteciparono anche Alcibiade e Socrate che salvò la vita di Alcibiade che attesta: